# Liste des subdivisions administratives du Hunan

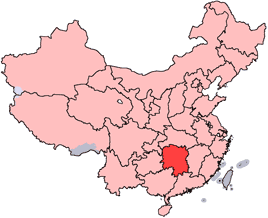
Le Hunan

La structure administrative du Hunan, province de la république populaire de Chine, est constituée des trois niveaux suivants :
- 14 subdivisions de niveau préfecture
  - 13 villes-préfectures
  - 1 préfecture autonome
- 122 subdivisions de niveau district
  - 16 villes-districts
  - 65 xian
  - 7 xian autonome
  - 34 districts
- 2409 subdivisions de niveau canton
  - 1089 bourgs
  - 990 cantons
  - 97 cantons ethniques
  - 233 sous-districts

La table ci-dessous donne uniquement la liste des divisions de niveau préfecture et de niveau district.
| Niveau préfecture                                                                                  | Niveau district                        | Niveau district     | Niveau district                  |
| Niveau préfecture                                                                                  | Nom                                    | Chinois (simplifié) | Pinyin                           |
| -------------------------------------------------------------------------------------------------- | -------------------------------------- | ------------------- | -------------------------------- |
| Ville de Changsha 长沙市 Chángshā Shì                                                              | District de Yuelu                      | 岳麓区              | Yuèlù Qū                         |
| Ville de Changsha 长沙市 Chángshā Shì                                                              | District de Furong                     | 芙蓉区              | Fúrúng Qū                        |
| Ville de Changsha 长沙市 Chángshā Shì                                                              | District de Tianxin                    | 天心区              | Tiānxīn Qū                       |
| Ville de Changsha 长沙市 Chángshā Shì                                                              | District de Kaifu                      | 开福区              | Kāifú Qū                         |
| Ville de Changsha 长沙市 Chángshā Shì                                                              | District de Yuhua                      | 雨花区              | Yǔhuā Qū                         |
| Ville de Changsha 长沙市 Chángshā Shì                                                              | Ville de Liuyang                       | 浏阳市              | Liúyáng Shì                      |
| Ville de Changsha 长沙市 Chángshā Shì                                                              | Xian de Changsha                       | 长沙县              | Chángshā Xiàn                    |
| Ville de Changsha 长沙市 Chángshā Shì                                                              | Xian de Wangcheng                      | 望城县              | Wàngchéng Xiàn                   |
| Ville de Changsha 长沙市 Chángshā Shì                                                              | Xian de Ningxiang                      | 宁乡县              | Níngxiāng Xiàn                   |
| Ville de Zhangjiajie 张家界市 Zhāngjiājiè Shì                                                      | District de Yongding                   | 永定区              | Yǒngdìng Qū                      |
| Ville de Zhangjiajie 张家界市 Zhāngjiājiè Shì                                                      | District de Wulingyuan                 | 武陵源区            | Wǔlíngyuán Qū                    |
| Ville de Zhangjiajie 张家界市 Zhāngjiājiè Shì                                                      | Xian de Cili                           | 慈利县              | Cílì Xiàn                        |
| Ville de Zhangjiajie 张家界市 Zhāngjiājiè Shì                                                      | Xian de Sangzhi                        | 桑植县              | Sāngzhí Xiàn                     |
| Ville de Changde 常德市 Chángdé Shì                                                                | District de Wuling                     | 武陵区              | Wǔlíng Qū                        |
| Ville de Changde 常德市 Chángdé Shì                                                                | District de Dingcheng                  | 鼎城区              | Dǐngchēng Qū                     |
| Ville de Changde 常德市 Chángdé Shì                                                                | Ville de Jinshi                        | 津市市              | Jīnshì Shì                       |
| Ville de Changde 常德市 Chángdé Shì                                                                | Xian d'Anxiang                         | 安乡县              | Ānxiāng Xiàn                     |
| Ville de Changde 常德市 Chángdé Shì                                                                | Xian de Hanshou                        | 汉寿县              | Hànshòu Xiàn                     |
| Ville de Changde 常德市 Chángdé Shì                                                                | Xian de Li                             | 澧县                | Lǐ Xiàn                          |
| Ville de Changde 常德市 Chángdé Shì                                                                | Xian de Linli                          | 临澧县              | Línlǐ Xiàn                       |
| Ville de Changde 常德市 Chángdé Shì                                                                | Xian de Taoyuan                        | 桃源县              | Táoyuán Xiàn                     |
| Ville de Changde 常德市 Chángdé Shì                                                                | Xian de Shimen                         | 石门县              | Shímén Xiàn                      |
| Ville de Yiyang 益阳市 Yìyáng Shì                                                                  | District de Heshan                     | 赫山区              | Hèshān Qū                        |
| Ville de Yiyang 益阳市 Yìyáng Shì                                                                  | District de Ziyang                     | 资阳区              | Zīyáng Qū                        |
| Ville de Yiyang 益阳市 Yìyáng Shì                                                                  | Ville de Yuanjiang                     | 沅江市              | Yuánjiāng Shì                    |
| Ville de Yiyang 益阳市 Yìyáng Shì                                                                  | Xian de Nan                            | 南县                | Nán Xiàn                         |
| Ville de Yiyang 益阳市 Yìyáng Shì                                                                  | Xian de Taojiang                       | 桃江县              | Táojiāng Xiàn                    |
| Ville de Yiyang 益阳市 Yìyáng Shì                                                                  | Xian d'Anhua                           | 安化县              | Ānhuà Xiàn                       |
| Ville de Yueyang 岳阳市 Yuèyáng Shì                                                                | District de Yueyanglou                 | 岳阳楼区            | Yuèyánglóu Qū                    |
| Ville de Yueyang 岳阳市 Yuèyáng Shì                                                                | District de Junshan                    | 君山区              | Jūnshān Qū                       |
| Ville de Yueyang 岳阳市 Yuèyáng Shì                                                                | District de Yunxi                      | 云溪区              | Yúnxī Qū                         |
| Ville de Yueyang 岳阳市 Yuèyáng Shì                                                                | Ville de Miluo                         | 汨罗市              | Mìluó Shì                        |
| Ville de Yueyang 岳阳市 Yuèyáng Shì                                                                | Ville de Linxiang                      | 临湘市              | Línxiāng Shì                     |
| Ville de Yueyang 岳阳市 Yuèyáng Shì                                                                | Xian de Yueyang                        | 岳阳县              | Yuèyáng Xiàn                     |
| Ville de Yueyang 岳阳市 Yuèyáng Shì                                                                | Xian de Huarong                        | 华容县              | Huáróng Xiàn                     |
| Ville de Yueyang 岳阳市 Yuèyáng Shì                                                                | Xian de Xiangyin                       | 湘阴县              | Xiāngyīn Xiàn                    |
| Ville de Yueyang 岳阳市 Yuèyáng Shì                                                                | Xian de Pingjiang                      | 平江县              | Píngjiāng Xiàn                   |
| Ville de Zhuzhou 株洲市 Zhūzhōu Shì                                                                | District de Tianyuan                   | 天元区              | Tiānyuán Qū                      |
| Ville de Zhuzhou 株洲市 Zhūzhōu Shì                                                                | District de Hetang                     | 荷塘区              | Hétáng Qū                        |
| Ville de Zhuzhou 株洲市 Zhūzhōu Shì                                                                | District de Lusong                     | 芦淞区              | Lúsōng Qū                        |
| Ville de Zhuzhou 株洲市 Zhūzhōu Shì                                                                | District de Shifeng                    | 石峰区              | Shífēng Qū                       |
| Ville de Zhuzhou 株洲市 Zhūzhōu Shì                                                                | Ville de Liling                        | 醴陵市              | Lǐlíng Shì                       |
| Ville de Zhuzhou 株洲市 Zhūzhōu Shì                                                                | Xian de Zhuzhou                        | 株洲县              | Zhūzhōu Xiàn                     |
| Ville de Zhuzhou 株洲市 Zhūzhōu Shì                                                                | Xian de You                            | 攸县                | Yōu Xiàn                         |
| Ville de Zhuzhou 株洲市 Zhūzhōu Shì                                                                | Xian de Chaling                        | 茶陵县              | Chálíng Xiàn                     |
| Ville de Zhuzhou 株洲市 Zhūzhōu Shì                                                                | Xian de Yanling                        | 炎陵县              | Yánlíng Xiàn                     |
| Ville de Xiangtan 湘潭市 Xiāngtán Shì                                                              | District de Yuetang                    | 岳塘区              | Yuètáng Qū                       |
| Ville de Xiangtan 湘潭市 Xiāngtán Shì                                                              | District de Yuhu                       | 雨湖区              | Yǔhú Qū                          |
| Ville de Xiangtan 湘潭市 Xiāngtán Shì                                                              | Ville de Xiangxiang                    | 湘乡市              | Xiāngxiāng Shì                   |
| Ville de Xiangtan 湘潭市 Xiāngtán Shì                                                              | Ville de Shaoshan                      | 韶山市              | Sháoshān Shì                     |
| Ville de Xiangtan 湘潭市 Xiāngtán Shì                                                              | Xian de Xiangtan                       | 湘潭县              | Xiāngtán Xiàn                    |
| Ville de Hengyang 衡阳市 Héngyáng Shì                                                              | District de Yanfeng                    | 雁峰区              | Yànfēng Qū                       |
| Ville de Hengyang 衡阳市 Héngyáng Shì                                                              | District de Zhuhui                     | 珠晖区              | Zhūhuī Qū                        |
| Ville de Hengyang 衡阳市 Héngyáng Shì                                                              | District de Shigu                      | 石鼓区              | Shígǔ Qū                         |
| Ville de Hengyang 衡阳市 Héngyáng Shì                                                              | District de Zhengxiang                 | 蒸湘区              | Zhēngxiāng Qū                    |
| Ville de Hengyang 衡阳市 Héngyáng Shì                                                              | District de Nanyue                     | 南岳区              | Nányuè Qū                        |
| Ville de Hengyang 衡阳市 Héngyáng Shì                                                              | Ville de Changning                     | 常宁市              | Chángníng Shì                    |
| Ville de Hengyang 衡阳市 Héngyáng Shì                                                              | Ville de Leiyang                       | 耒阳市              | Lěiyáng Shì                      |
| Ville de Hengyang 衡阳市 Héngyáng Shì                                                              | Xian de Hengyang                       | 衡阳县              | Héngyáng Xiàn                    |
| Ville de Hengyang 衡阳市 Héngyáng Shì                                                              | Xian de Hengnan                        | 衡南县              | Héngnán Xiàn                     |
| Ville de Hengyang 衡阳市 Héngyáng Shì                                                              | Xian de Hengshan                       | 衡山县              | Héngshān Xiàn                    |
| Ville de Hengyang 衡阳市 Héngyáng Shì                                                              | Xian de Hengdong                       | 衡东县              | Héngdōng Xiàn                    |
| Ville de Hengyang 衡阳市 Héngyáng Shì                                                              | Xian de Qidong                         | 祁东县              | Qídóng Xiàn                      |
| Ville de Chenzhou 郴州市 Chēnzhōu Shì                                                              | District de Beihu                      | 北湖区              | Běihú Qū                         |
| Ville de Chenzhou 郴州市 Chēnzhōu Shì                                                              | District de Suxian                     | 苏仙区              | Sūxiān Qū                        |
| Ville de Chenzhou 郴州市 Chēnzhōu Shì                                                              | Ville de Zixing                        | 资兴市              | Zīxīng Shì                       |
| Ville de Chenzhou 郴州市 Chēnzhōu Shì                                                              | Xian de Guiyang                        | 桂阳县              | Guìyáng Xiàn                     |
| Ville de Chenzhou 郴州市 Chēnzhōu Shì                                                              | Xian de Yongxing                       | 永兴县              | Yǒngxīng Xiàn                    |
| Ville de Chenzhou 郴州市 Chēnzhōu Shì                                                              | Xian de Yizhang                        | 宜章县              | Yízhāng Xiàn                     |
| Ville de Chenzhou 郴州市 Chēnzhōu Shì                                                              | Xian de Jiahe                          | 嘉禾县              | Jiāhé Xiàn                       |
| Ville de Chenzhou 郴州市 Chēnzhōu Shì                                                              | Xian de Linwu                          | 临武县              | Línwǔ Xiàn                       |
| Ville de Chenzhou 郴州市 Chēnzhōu Shì                                                              | Xian de Rucheng                        | 汝城县              | Rǔchéng Xiàn                     |
| Ville de Chenzhou 郴州市 Chēnzhōu Shì                                                              | Xian de Guidong                        | 桂东县              | Guìdōng Xiàn                     |
| Ville de Chenzhou 郴州市 Chēnzhōu Shì                                                              | Xian d'Anren                           | 安仁县              | Ānrén Xiàn                       |
| Ville de Yongzhou 永州市 Yǒngzhōu Shì                                                              | District de Lengshuitan                | 冷水滩区            | Lěngshuǐtān Qū                   |
| Ville de Yongzhou 永州市 Yǒngzhōu Shì                                                              | District de Lingling                   | 零陵区              | Linglíng Qū                      |
| Ville de Yongzhou 永州市 Yǒngzhōu Shì                                                              | Xian de Dong'an                        | 东安县              | Dōng'ān Xiàn                     |
| Ville de Yongzhou 永州市 Yǒngzhōu Shì                                                              | Xian de Dao                            | 道县                | Dào Xiàn                         |
| Ville de Yongzhou 永州市 Yǒngzhōu Shì                                                              | Xian de Ningyuan                       | 宁远县              | Nīngyuǎn Xiàn                    |
| Ville de Yongzhou 永州市 Yǒngzhōu Shì                                                              | Xian de Jiangyong                      | 江永县              | Jiāngyǒng Xiàn                   |
| Ville de Yongzhou 永州市 Yǒngzhōu Shì                                                              | Xian de Lanshan                        | 蓝山县              | Lánshān Xiàn                     |
| Ville de Yongzhou 永州市 Yǒngzhōu Shì                                                              | Xian de Xintian                        | 新田县              | Xīntián Xiàn                     |
| Ville de Yongzhou 永州市 Yǒngzhōu Shì                                                              | Xian de Shuangpai                      | 双牌县              | Shuāngpái Xiàn                   |
| Ville de Yongzhou 永州市 Yǒngzhōu Shì                                                              | Xian de Qiyang                         | 祁阳县              | Qíyáng Xiàn                      |
| Ville de Yongzhou 永州市 Yǒngzhōu Shì                                                              | Xian autonome yao de Jianghua          | 江华瑶族自治县      | Jiānghuá yáozǔ Zìzhìxiàn         |
| Ville de Shaoyang 邵阳市 Shàoyáng Shì                                                              | District de Shuangqing                 | 双清区              | Shuāngqīng Qū                    |
| Ville de Shaoyang 邵阳市 Shàoyáng Shì                                                              | District de Daxiang                    | 大祥区              | Dàxiáng Qū                       |
| Ville de Shaoyang 邵阳市 Shàoyáng Shì                                                              | District de Beita                      | 北塔区              | Běitǎ Qū                         |
| Ville de Shaoyang 邵阳市 Shàoyáng Shì                                                              | Ville de Wugang                        | 武冈市              | Wǔgāng Shì                       |
| Ville de Shaoyang 邵阳市 Shàoyáng Shì                                                              | Xian de Shaodong                       | 邵东县              | Shàodōng Xiàn                    |
| Ville de Shaoyang 邵阳市 Shàoyáng Shì                                                              | Xian de Shaoyang                       | 邵阳县              | Shàoyáng Xiàn                    |
| Ville de Shaoyang 邵阳市 Shàoyáng Shì                                                              | Xian de Xinshao                        | 新邵县              | Xīnshào Xiàn                     |
| Ville de Shaoyang 邵阳市 Shàoyáng Shì                                                              | Xian de Longhui                        | 隆回县              | Lónghuí Xiàn                     |
| Ville de Shaoyang 邵阳市 Shàoyáng Shì                                                              | Xian de Dongkou                        | 洞口县              | Dòngkǒu Xiàn                     |
| Ville de Shaoyang 邵阳市 Shàoyáng Shì                                                              | Xian de Suining                        | 绥宁县              | Suíníng Xiàn                     |
| Ville de Shaoyang 邵阳市 Shàoyáng Shì                                                              | Xian de Xinning                        | 新宁县              | Xīnníng Xiàn                     |
| Ville de Shaoyang 邵阳市 Shàoyáng Shì                                                              | Xian autonome miao de Chengbu          | 城步苗族自治县      | Chéngbù miáozú Zìzhìxiàn         |
| Ville de Huaihua 怀化市 Huáihuà Shì                                                                | District de Hecheng                    | 鹤城区              | Hèchéng Qū                       |
| Ville de Huaihua 怀化市 Huáihuà Shì                                                                | Ville de Hongjiang                     | 洪江市              | Hóngjiāng Shì                    |
| Ville de Huaihua 怀化市 Huáihuà Shì                                                                | Xian de Yuanling                       | 沅陵县              | Yuánlíng Xiàn                    |
| Ville de Huaihua 怀化市 Huáihuà Shì                                                                | Xian de Chenxi                         | 辰溪县              | Chénxi Xiàn                      |
| Ville de Huaihua 怀化市 Huáihuà Shì                                                                | Xian de Xupu                           | 溆浦县              | Xùpǔ Xiàn                        |
| Ville de Huaihua 怀化市 Huáihuà Shì                                                                | Xian de Zhongfang                      | 中方县              | Zhōngfāng Xiàn                   |
| Ville de Huaihua 怀化市 Huáihuà Shì                                                                | Xian de Huitong                        | 会同县              | Huìtōng Xiàn                     |
| Ville de Huaihua 怀化市 Huáihuà Shì                                                                | Xian autonome miao de Mayang           | 麻阳苗族自治县      | Máyáng miáozú Zìzhìxiàn          |
| Ville de Huaihua 怀化市 Huáihuà Shì                                                                | Xian autonome dong de Xinhuang         | 新晃侗族自治县      | Xīnhuǎng dòngzú Zìzhìxiàn        |
| Ville de Huaihua 怀化市 Huáihuà Shì                                                                | Xian autonome dong de Zhijiang         | 芷江侗族自治县      | Zhǐjiāng dòngzú Zìzhìxiàn        |
| Ville de Huaihua 怀化市 Huáihuà Shì                                                                | Xian autonome miao et dong de Jingzhou | 靖州苗族 侗族自治县 | Jìngzhōu miáozú dòngzú Zìzhìxiàn |
| Ville de Huaihua 怀化市 Huáihuà Shì                                                                | Xian autonome dong de Tongdao          | 通道侗族自治县      | Tōngdào dòngzú Zìzhìxiàn         |
| Ville de Loudi 娄底市 Lóudǐ Shì                                                                    | District de Louxing                    | 娄星区              | Lóuxīng Qū                       |
| Ville de Loudi 娄底市 Lóudǐ Shì                                                                    | Ville de Lengshuijiang                 | 冷水江市            | Lěngshuǐjiāng Shì                |
| Ville de Loudi 娄底市 Lóudǐ Shì                                                                    | Ville de Lianyuan                      | 涟源市              | Liányuán Shì                     |
| Ville de Loudi 娄底市 Lóudǐ Shì                                                                    | Xian de Shuangfeng                     | 双峰县              | Shuāngfēng Xiàn                  |
| Ville de Loudi 娄底市 Lóudǐ Shì                                                                    | Xian de Xinhua                         | 新化县              | Xīnhuà Xiàn                      |
| Préfecture autonome tujia et miao de Xiangxi 湘西土家族苗族自治州 Xiāngxī tǔjiāzú miáozú Zìzhìzhōu | Ville de Jishou                        | 吉首市              | Jíshǒu Shì                       |
| Préfecture autonome tujia et miao de Xiangxi 湘西土家族苗族自治州 Xiāngxī tǔjiāzú miáozú Zìzhìzhōu | Xian de Luxi                           | 泸溪县              | Lúxī Xiàn                        |
| Préfecture autonome tujia et miao de Xiangxi 湘西土家族苗族自治州 Xiāngxī tǔjiāzú miáozú Zìzhìzhōu | Xian de Fenghuang                      | 凤凰县              | Fènghuáng Xiàn                   |
| Préfecture autonome tujia et miao de Xiangxi 湘西土家族苗族自治州 Xiāngxī tǔjiāzú miáozú Zìzhìzhōu | Xian de Huayuan                        | 花垣县              | Huāyuán Xiàn                     |
| Préfecture autonome tujia et miao de Xiangxi 湘西土家族苗族自治州 Xiāngxī tǔjiāzú miáozú Zìzhìzhōu | Xian de Baojing                        | 保靖县              | Bǎojìng Xiàn                     |
| Préfecture autonome tujia et miao de Xiangxi 湘西土家族苗族自治州 Xiāngxī tǔjiāzú miáozú Zìzhìzhōu | Xian de Guzhang                        | 古丈县              | Gǔzhàng Xiàn                     |
| Préfecture autonome tujia et miao de Xiangxi 湘西土家族苗族自治州 Xiāngxī tǔjiāzú miáozú Zìzhìzhōu | Xian de Yongshun                       | 永顺县              | Yǒngshùn Xiàn                    |
| Préfecture autonome tujia et miao de Xiangxi 湘西土家族苗族自治州 Xiāngxī tǔjiāzú miáozú Zìzhìzhōu | Xian de Longshan                       | 龙山县              | Lóngshān Xiàn                    |